# Патынъёган
Патынъёган — река в Александровском районе Томской области России. Устье реки находится в 81 км по левому берегу реки Пиковский Ёган. Длина реки составляет 27 км.
Имеет правый приток в 2 км от устья — Тугаёган.

## Данные водного реестра
По данным государственного водного реестра России, относится к Верхнеобскому бассейновому округу, водохозяйственный участок реки — Обь от впадения реки Васюган до впадения реки Вах, речной подбассейн реки — Васюган. Речной бассейн реки — (Верхняя) Обь до впадения Иртыша.